# 小棘胎鳚
小棘胎鳚（學名：Acanthemblemaria paula），為輻鰭魚綱鳚形目煙管鳚科棘胎鳚屬的一種，分布於中西大西洋貝里斯海域，深度1至2公尺，本魚體延長、頭短鈍，吻部有尖銳、向前的棘，距離眼睛和背鰭2/3處，眼睛後面有2簇8-11根刺，鼻孔及眼睛上方有分支觸鬚，口腔頂部側面有兩排發育良好的牙齒，頭部和身體前部呈淺灰色，帶有黑色和綠色斑紋，頭部下部和胸部呈黑色，後部透明，沿著中腹和鰭基中央有交替的黑色和白色斑紋，沿著脊椎有7-8個白色斑點；背鰭前部有一個大的白色斑點，體長可達1.8公分，棲息在水淺的珊瑚礁，通常躲在蠕蟲空巢穴，以浮游動物為食，雌魚產附著性卵，由雄魚守護魚卵，生活習性不明。